# Kastrat
Als Kastraten werden Sänger bezeichnet, die vor der Pubertät einer Kastration unterzogen wurden, um den Stimmwechsel zu unterbinden und eine schöne Sopran- oder Alt-Stimme auch noch im Erwachsenenalter zu erhalten. Sie sangen sowohl im Rahmen von Kirchen- und Kammermusik als auch in Aufführungen der italienischen Oper. Im 17. bis frühen 19. Jahrhundert erreichten einige Kastraten, die durch früh einsetzende und gezielte Stimmschulung besondere Virtuosität erlangt hatten und in der Oper auftraten, große Bewunderung und Berühmtheit. Die Stimmen von Kastraten wurden von den meisten großen Komponisten der Zeit in zahlreichen Werken eingesetzt, unter anderem von Monteverdi, Alessandro Scarlatti, Händel, Mozart und Rossini.

## Geschichte

### Praxis und Folgen der Kastration

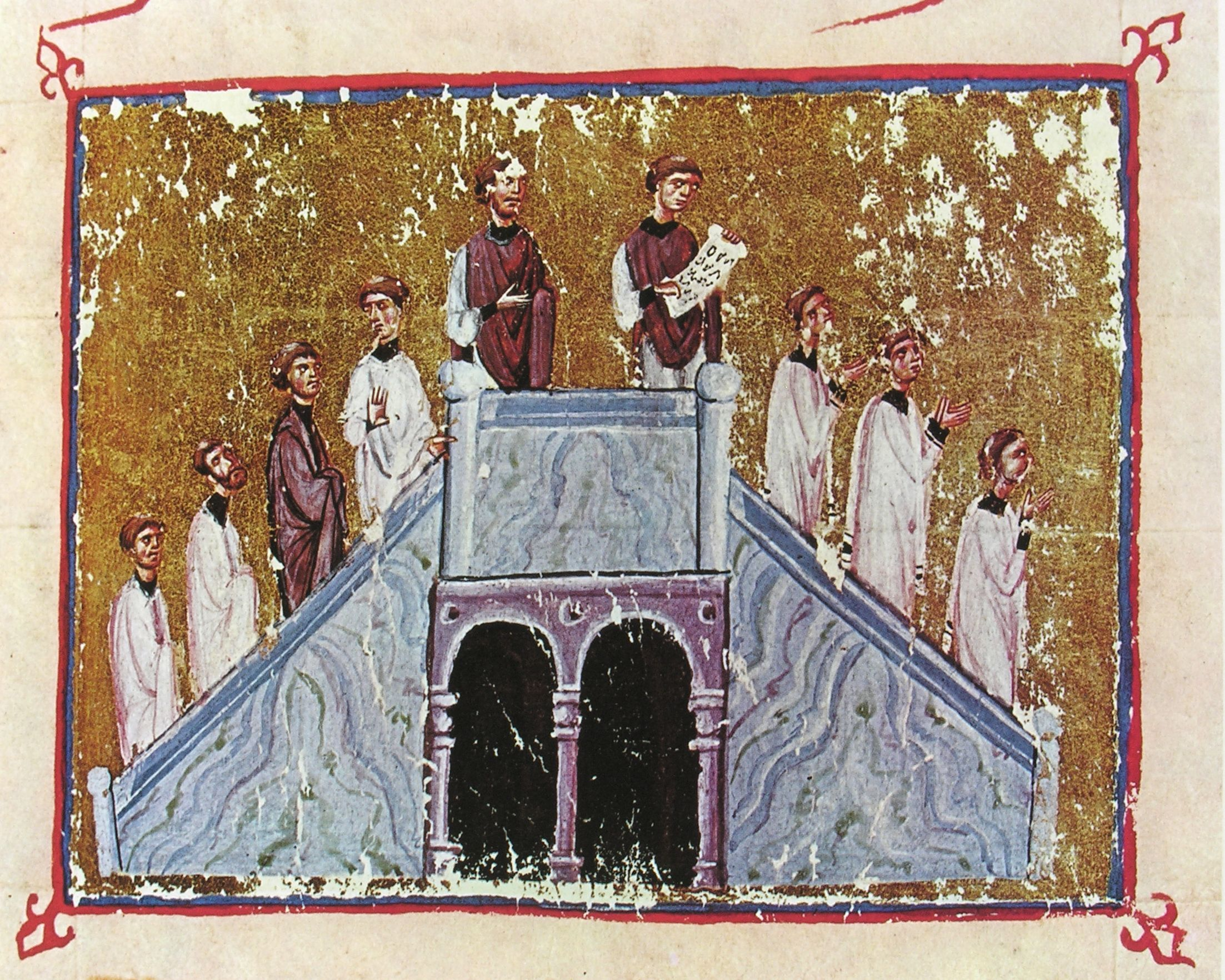
Zu den Sängern in den Kirchen von Byzanz gehörten auch Kastraten

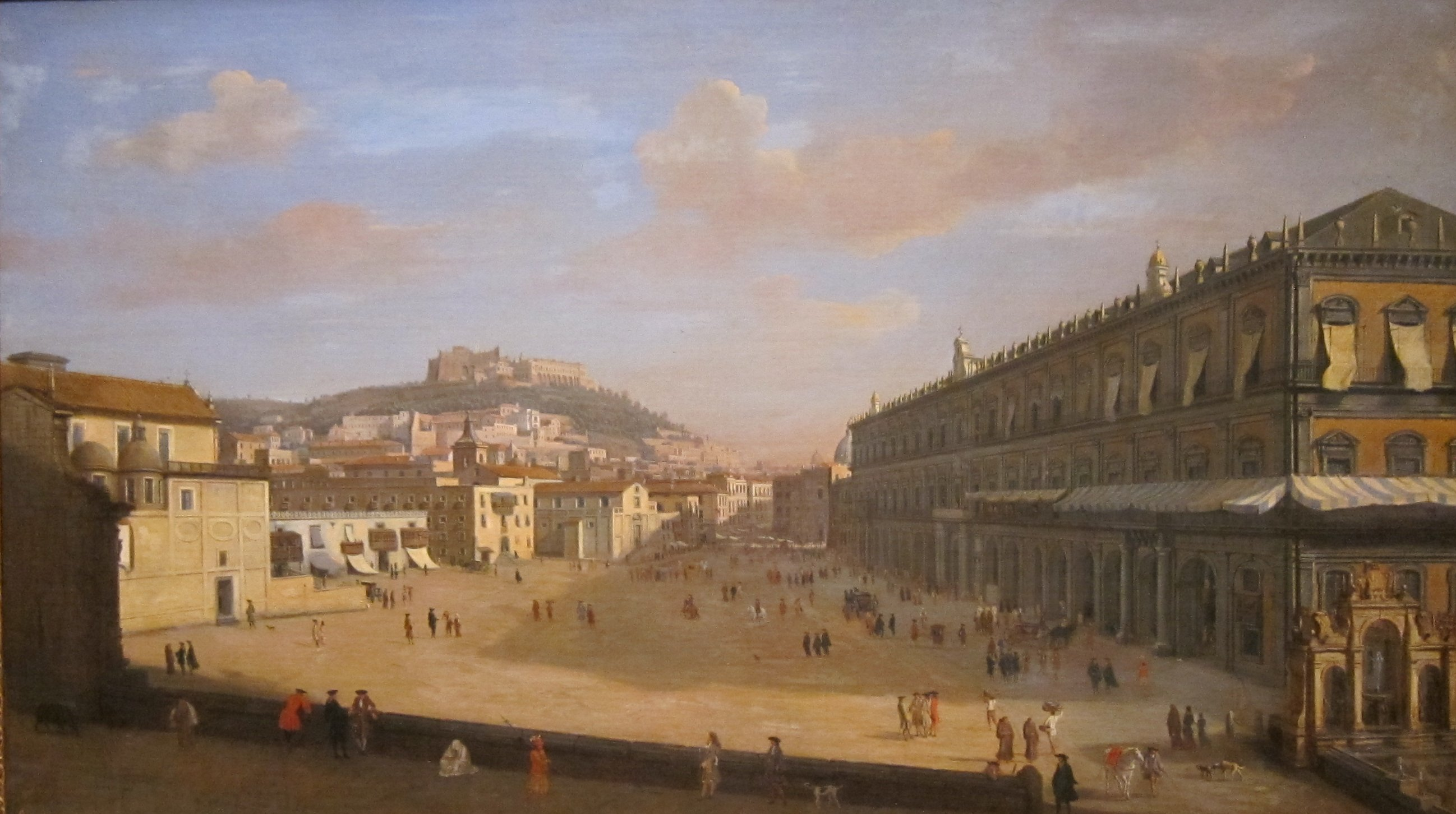
Neapel war mit seinen vier Konservatorien ein Zentrum der Kastraten-Ausbildung (Gemälde von Gaspar van Wittel)

In der Spätantike, später in Byzanz und vor allem vom späten 16. bis ins 19. Jahrhundert in Italien wurden Knaben mit schönen Sopran- oder Alt-Naturstimmen zuweilen kastriert, mit dem Ziel, ihnen eine Laufbahn als erfolgreiche Sänger zu ermöglichen. In Italien nannte man die Kastraten in dieser Epoche musico (Musiker), virtuoso (Virtuose) oder sopranista (Sopranist). Frankreich war das einzige europäische Land, das im Barock nicht nur die Kastration, sondern auch die Kastraten selbst und den Kastratengesang offiziell und radikal ablehnte. Deutschland und Österreich waren dagegen besonders im 17. und 18. Jahrhundert von der italienischen Musik und der Oper stark beeinflusst, sodass es auch dort Kastraten gab. Diese wurden nicht alle aus Italien „importiert“, sondern zuweilen auch vor Ort operiert. Das zeigt das Beispiel des Komponisten Joseph Haydn, den man in Wien beinahe „sopranisiert“ hätte, wenn nicht sein Vater die Erlaubnis dazu verweigert hätte. Auch riet damals selbst ein bei Hofe angestellter Kastrat von dem Eingriff ab.
Die Eltern oder Familien mussten für die Operation ihr Einverständnis geben, was vermutlich oft aus Hoffnung auf eine finanziell einträgliche Karriere für ihren Sohn geschah. Laut Barbier musste das meist 8- bis 12-jährige Kind selber um den Eingriff bitten. Rosselli erwähnt eine Reihe von Fällen, in denen Knaben tatsächlich selber um eine Operation baten, aus Angst, ihre schöne Stimme zu verlieren; es sind sogar einige Bittbriefe erhalten, in denen Knaben an diverse Fürsten schrieben, damit diese für die Operationskosten aufkämen.
In manchen Familien gab es mehrere Kastraten. Ein bekanntes und extremes Beispiel ist die Familie des Komponisten Alessandro Melani, der vier Brüder und zwei Cousins hatte, die alle Kastraten waren, darunter Atto Melani.
Der chirurgische Eingriff war zwar keine große Operation, barg aber doch Risiken, da er oft unter nicht sterilen Bedingungen ausgeführt wurde und Antibiotika noch nicht bekannt waren. Daher wird vermutet, dass manche Jungen einen solchen Eingriff auf Grund von postoperativen Komplikationen nicht überlebten. Genauere Informationen existieren jedoch nicht, zumal die Operationen normalerweise heimlich vorgenommen wurden und es keine zeitgenössischen Erhebungen darüber gibt. Laut Rosselli erweckt die Quellenlage den Eindruck, dass der operative Eingriff selber Routine war und normalerweise ohne größere Probleme ablief.

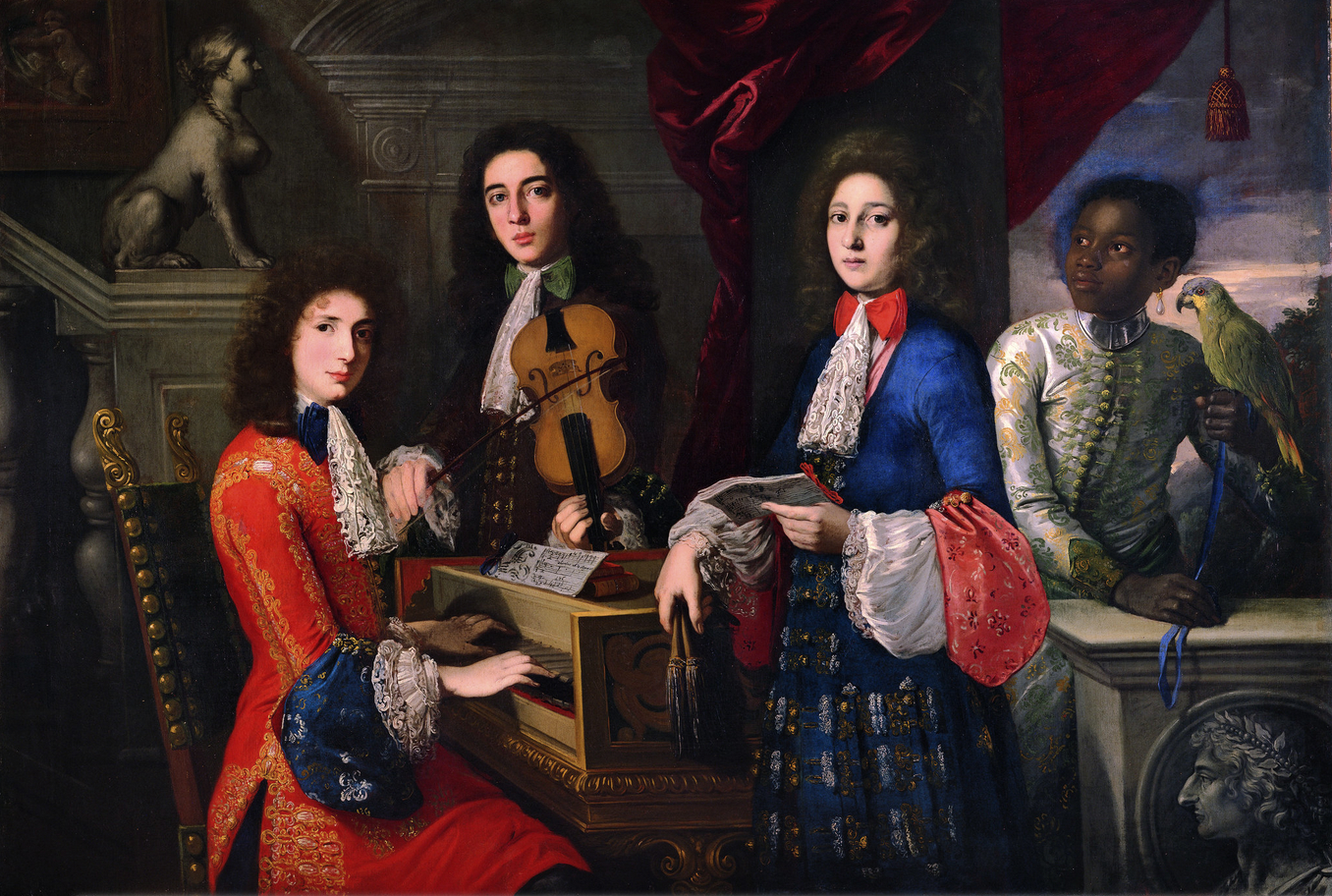
Anton Domenico Gabbiani: Drei Musiker am Medici Hof in Florenz, ca. 1685. Der rechte Sänger ist vermutlich der Kastrat Francesco de Castris gen. Cecchino. Auch am Cembalo sitzt ein Kastrat. Die Gesichter der beiden sind bartlos, wirken sehr jung und kindlich oder feminin.

Nach einer Kastration waren es nicht allein die Stimmbänder, deren Wachstum zurückblieb. Dem männlichen Körper fehlten in der entscheidenden pubertären Entwicklungsphase sowohl der wichtige Anstieg des in den Hoden gebildeten männlichen Geschlechtshormons Testosteron als auch die damit verbundenen körperlichen Veränderungen bei Ausprägung der sekundären Geschlechtsmerkmale. Sie hatten also beispielsweise keinen Bartwuchs, keine männliche Glatzenbildung und waren natürlich zeugungsunfähig. Da die Geschlechtshormone auch für die rechtzeitige Beendigung des Längenwachstums verantwortlich sind, wurden manche Kastraten übermäßig groß (= eunuchoider Hoch- oder Riesenwuchs). Eine weitere typische Folge der fehlenden Sexualhormone war eine relativ früh einsetzende Osteoporose.
Dabei behielten sie aber eine relativ hohe oder mittlere Sprechstimme, die vermutlich etwa der eines hohen Tenors glich. Je nach Veranlagung neigten sie im fortgeschrittenen Lebensalter zur Leibesfülle, teils mit deutlich wahrnehmbarem Brustansatz (Gynäkomastie).
Doch auch eine überstandene Kastration bot keine Gewähr für eine Karriere als berühmter und hochbezahlter Sänger. Da der Eingriff vor Einsetzen der Pubertät, üblicherweise zwischen dem siebten und zwölften Lebensjahr, vorgenommen werden musste, war nicht abzusehen, wie sich die vorhandene Singstimme und das musikalische Talent des betroffenen Knaben weiterentwickeln würden.
Nur die wenigsten Kastraten machten eine große Karriere auf der Opernbühne. Diese begeisterten mit „überirdischer Stimme“ ihr Publikum über die Maßen. Die meisten Kastraten waren jedoch im Dienst der Kirche, und es kam auch vor, dass sie sowohl in der Kirche wie in der Oper sangen. Andere suchten eine Anstellung an den Höfen kultivierter und musikliebender Adliger (auch in Deutschland). Nicht selten wirkten sie auch als Musiklehrer oder Gesangslehrer (manchmal, aber nicht immer, nach einer großen Karriere, wie Pistocchi oder Bernacchi).
Manchen Kastraten gelang die erhoffte Karriere als Sänger nicht, und solche Männer ohne Geschlechtsreife hatten vermutlich ein schweres Leben. Relativ häufig traten Kastraten in den geistlichen Stand ein oder gingen als Mönch in ein Kloster (u. a. Filippo Balatri, auch Pistocchi oder Giovanni Antonio Predieri (1679–1746)).

### Die Ausbildung
Es reichte nicht, einfach einen stimmbegabten Jungen zu kastrieren, damit ein großer Sänger aus ihm wurde. Um das zu erreichen, war eine fundierte musikalische und gesangliche Ausbildung notwendig, die auch finanziert werden musste. Manche Kinder wurden von vornherein von einem adligen Mäzen unterstützt, der sich seine eigenen Kastratensänger als Zierde seiner Hofmusik ausbilden ließ (Beispiel: Filippo Balatri). Die Herzöge von Mantua und Modena oder der Großherzog der Toskana beriefen bedeutende Sänger (und Sängerinnen) an ihre Höfe und verliehen ihnen Titel wie virtuoso di camera, mit denen sich die Sänger auch bei Auftritten in den Opernhäusern anderer Städte schmückten. Auch deutsche Adlige wie z. B. die Kurfürsten von Bayern, Sachsen, von der Pfalz, oder der König von Preußen „kauften“ über Unterhändler junge Kastraten in Italien, um sie an ihrem eigenen Hofe ausbilden zu lassen.

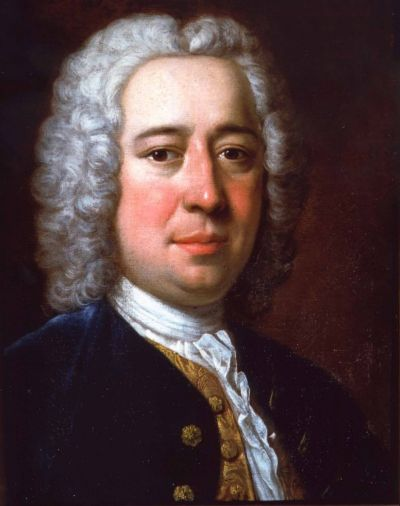
Nicola Porpora war Lehrer von bedeutenden Kastraten

Eine wichtige Rolle spielten einige offizielle Ausbildungsstätten in Italien, ganz besonders die berühmten Konservatorien in Neapel: das Santa Maria di Loreto (gegründet 1535), die Pietà dei Turchini (gegr. 1584), die Poveri di Gesù Cristo (gegr. 1589) und das Sant’Onofrio a Porta Capuana (gegr. um 1600). Alle vier Institutionen waren ursprünglich Waisenhäuser und Schulen für arme verlassene Jungen. Im 17. Jahrhundert spezialisierten sie sich besonders auf Musik und richteten dabei auch jeweils eine eigene Abteilung für die Ausbildung von kleinen Eunuchen ein. Wegen ihrer besonders kostbaren und sensiblen Stimmen bekamen diese im Vergleich zu den anderen Schülern eine gewisse Vorzugsbehandlung, so beispielsweise beheizte Räume und etwas üppigeres und besseres Essen. An den Konservatorien von Neapel unterrichteten viele berühmte Musiker und Komponisten, von denen einige selber Schüler eines solchen Konservatoriums gewesen waren, beispielsweise Francesco Provenzale, Nicola Porpora und Francesco Durante. Porpora gab auch privaten Gesangsunterricht und gilt als einer der bedeutendsten Gesangslehrer der Epoche. Aus seiner Schule gingen so berühmte Kastraten hervor wie Giuseppe Appiani, Antonio Hubert „il Porporino“, Farinelli und Caffarelli.

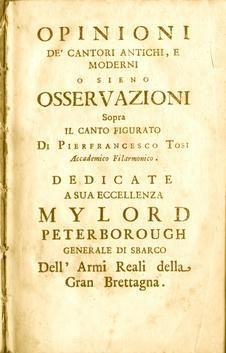
Deckblatt von Pier Francesco Tosis Gesangsschule

Daneben gab es in ganz Italien auch noch andere Ausbildungsstätten und natürlich auch private Lehrer, die nicht selten selber Kastraten waren. Berühmt waren beispielsweise die Gesangsschulen des berühmten Altisten Francesco Antonio Pistocchi und des Pier Francesco Tosi in Bologna. Der letztere hinterließ auch eine seltene und wertvolle Abhandlung über den Gesang.
In ihrer Ausbildung lernten die Kastraten die perfekte Beherrschung und Kontrolle ihres Atems, die das Fundament ihrer sängerischen Fähigkeiten war. Dazu kamen Gesangsübungen, die ganz gezielt die Weichheit, Kraft, Geläufigkeit und Koloraturfähigkeit der Stimme trainierten, und besonders den Triller. Wenn alles gut lief, war am Ende aus einem kleinen begabten Eunuchen mit einer schönen Stimme ein perfekter Sänger des Belcanto in seiner höchsten Form geworden, der seine Stimme wie ein Instrument beherrschte: ein Virtuose.

### Häufigkeit
Es ist nicht bekannt, wie viele Kastraten es gegeben hat oder wie viele Kastrationen durchgeführt wurden, da aus den Operationen ein Geheimnis gemacht wurde und keine genauen Erhebungen existieren. Diese unklare dokumentarische Situation hat einige Autoren wie z. B. Franz Haböck nicht daran gehindert, teilweise drastische Schätzungen vorzunehmen, die jedoch kein reales Fundament haben. So finden sich beispielsweise Aussagen, dass in Italien trotz offizieller Verbote im 18. Jahrhundert im Verborgenen schätzungsweise „mehrere tausend Kastrationen pro Jahr“ stattgefunden hätten.
Andererseits kam Rosselli (1988) nach sorgfältigen und sehr objektiven Untersuchungen (u. a. von damaligen Kirchenchören und namentlich bekannten Opernsängern) auf eine Gesamtzahl von insgesamt „nur“ mehreren hundert lebenden Kastraten „jederzeit zwischen ca. 1630 und 1750“. Rosselli schließt außerdem aus vorliegenden Dokumenten, dass bereits ab etwa 1740 oder 1750 die Zahl der lebenden Kastraten sank. Dies steht in einem gewissen Spannungsverhältnis dazu, dass die heutzutage bekanntesten Kastraten im 18. Jahrhundert lebten (wohl aus dem einfachen Grund, dass die Musik von Händel, Mozart u. a., sowie deren Interpreten, bekannter ist als die eher vergessener Komponisten des 17. Jahrhunderts).
Aus der dokumentarischen Unklarheit folgt auch, dass verlässliche und objektive Aussagen darüber, wie vielen (oder ob den meisten) Kastraten „eine erhoffte große Karriere als Sänger nicht gelang“, schlichtweg nicht möglich sind. Aufgrund von fehlenden Aussagen der Betroffenen und wegen der insgesamt völlig anderen soziokulturellen historischen Situation ist auch nicht bekannt, ob überhaupt immer eine große Opernkarriere das Ziel der Hoffnungen war, oder ob es armen Eltern nicht schon reichte, wenn ein Sohn als Sänger in einer Kirche versorgt war. Denn es war noch im späten 17. oder an der Wende zum 18. Jahrhundert ganz normal und vor allem ehrenwert, dass selbst berühmte Sänger wie Cortona, Siface, Matteuccio oder Nicolino, und später Caffarelli, Venanzio Rauzzini oder Giuseppe Aprile, in Kirchen oder Oratorien sangen.

### Beziehungen
Beliebtes Thema von Spekulationen, in der Fachliteratur und besonders in populärwissenschaftlichen Veröffentlichungen oder Romanen, ist die Frage nach der erotischen Ausstrahlung und sexuellen Beziehungsfähigkeit der Kastraten. Die Erektionsfähigkeit von Kastraten ist jedoch umstritten. Da die Sänger sich selten über ihr Privatleben äußerten und so gut wie keine biographischen Informationen hinterließen, sind Aussagen aus erster Hand extrem rar. Eine Ausnahme ist Filippo Balatri, der in seinen Memoiren in Bezug auf Sexualität ganz offen gestand: „Questo non posso“ („Das kann ich nicht“); und an anderer Stelle: „Ich sage Ihnen ehrlich: wenn ich ein Mann wäre, ein richtiger Mann – ich hätte viele Geliebte gehabt! Aber man hat ja … diesen Hund rechtzeitig an die Kette gelegt. Bellen kann ich wohl, beißen aber nicht“. Ähnlich schrieb auch der berühmte Farinelli in einem Brief an einen Vertrauten anlässlich einer Hochzeit am spanischen Königshof über das Brautpaar (und sich selbst):

„So ins Bett geleitet, blieben sie im Dunkeln, um das zu tun, was alle in der ersten Nacht tun, nur der, der Ihnen schreibt, kann solche angenehmen dunklen Nächte nicht kennenlernen.“

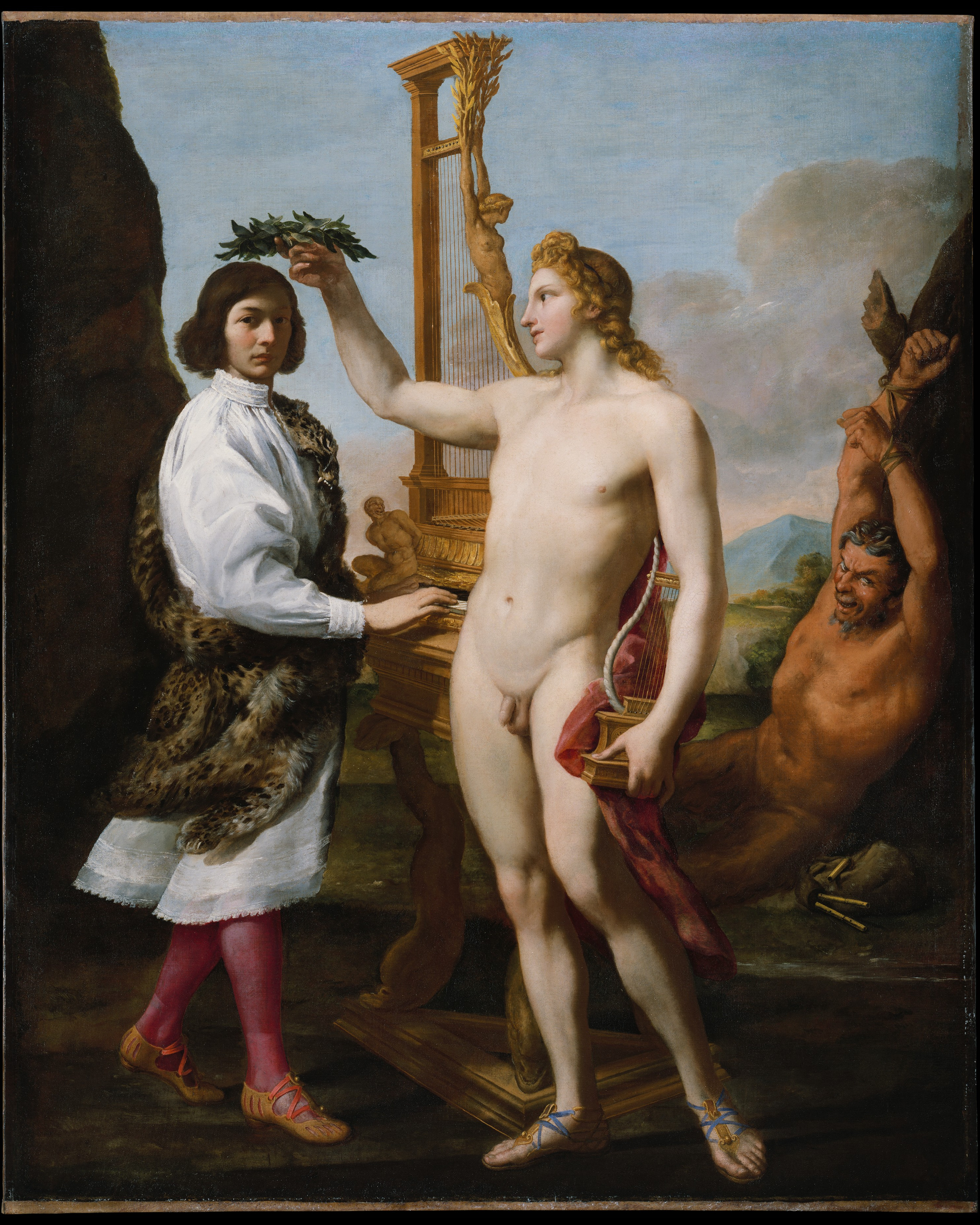
Marc’Antonio Pasqualini gekrönt von Apollo (1641). Der berühmte Kastrat Pasqualini (1614–1691) war 25 Jahre Mitglied der päpstlichen Kapelle und sang auch in Opern. Es heißt, er habe eine Beziehung mit einem Kardinal gehabt.

Andererseits existieren eine Reihe von Anekdoten über amouröse Abenteuer bekannter Kastraten meistens mit Damen der höheren Gesellschaft, die vom Gesang der Kastraten oft derart bezaubert waren, dass dies in heftige Schwärmereien ausarten konnte (ähnlich wie in moderneren Zeiten bei Popstars wie den Beatles u. a.). Ob all diese Fantasien über Liebesabenteuer wirklich real waren, oder wie weit sie wirklich gingen, ist ungewiss. Einige Frauen sollen sich von Kastraten die Erfüllung ihrer sexuellen Wünsche erhofft haben, ohne sich dabei der Gefahr einer „Schande“ durch eine Schwangerschaft auszusetzen. Dass an solchen Fantasien der Außenwelt nicht unbedingt viel dran sein muss, zeigt die Tatsache, dass der Sopranist Matteuccio, der in seiner Jugend als Frauenschwarm galt, im Totenregister als „vergine“ (jungfräulich) bezeichnet wurde.
Eine ganz tragische Liebesgeschichte ist die des berühmten Siface, der wegen einer Beziehung mit einer Adligen von deren Brüdern ermordet wurde. Es sind außerdem einige seltene Fälle von Kastraten bekannt, die heiraten wollten. Im katholischen Italien war dies unmöglich, weil die Kirche Ehen nur erlaubte, wenn der Mann zeugungsfähig war. Bekannt ist der Fall des berühmten Kastraten Cortona, der sich an Papst Innozenz XI. (1676–1689) um Erlaubnis für eine Eheschließung wandte, und als Antwort bekam: „… dann kastriert ihn doch besser“.
Im protestantischen Norden schafften es jedoch einige Kastraten tatsächlich zu heiraten, z. B. 1666 Bartholomeo Sorlisi, der am Dresdener Hof wirkte, und 1761 Filippo Finazzi, der sich 1745 als Komponist in Hamburg niedergelassen hatte. Oft gingen auch diese Fälle tragisch aus, meist allein wegen des Widerstandes der Gesellschaft oder der Familie der betroffenen Frau.
Manche Kastraten hatten männliche Verehrer, besonders wenn sie als Jugendliche in Frauenrollen auftraten. Im Allgemeinen ist nicht genau bekannt, wie weit entsprechende Beziehungen gingen und es könnte sich zum Teil auch nur um Gerüchte handeln. Kardinal Antonio Barberini wurde eine Liaison mit dem von ihm protegierten Sopranisten Marc’Antonio Pasqualini nachgesagt – sozusagen als Ersatz für die Sängerin Leonora Baroni, die den Kardinal zuvor hatte abblitzen lassen. Bekannt ist auch der Fall des Kastraten Francesco de Castris genannt „Cecchino“, der „più femmina che uomo“ („mehr Frau als Mann“) und ein nicht nur musikalischer Günstling des musikliebenden Fürsten Ferdinando de’ Medici gewesen sein soll; de’ Medici wird ähnlich wie Barberini auch eine Liebschaft mit der Primadonna Vittoria Tarquini nachgesagt.

### Kastraten in der Kirchenmusik

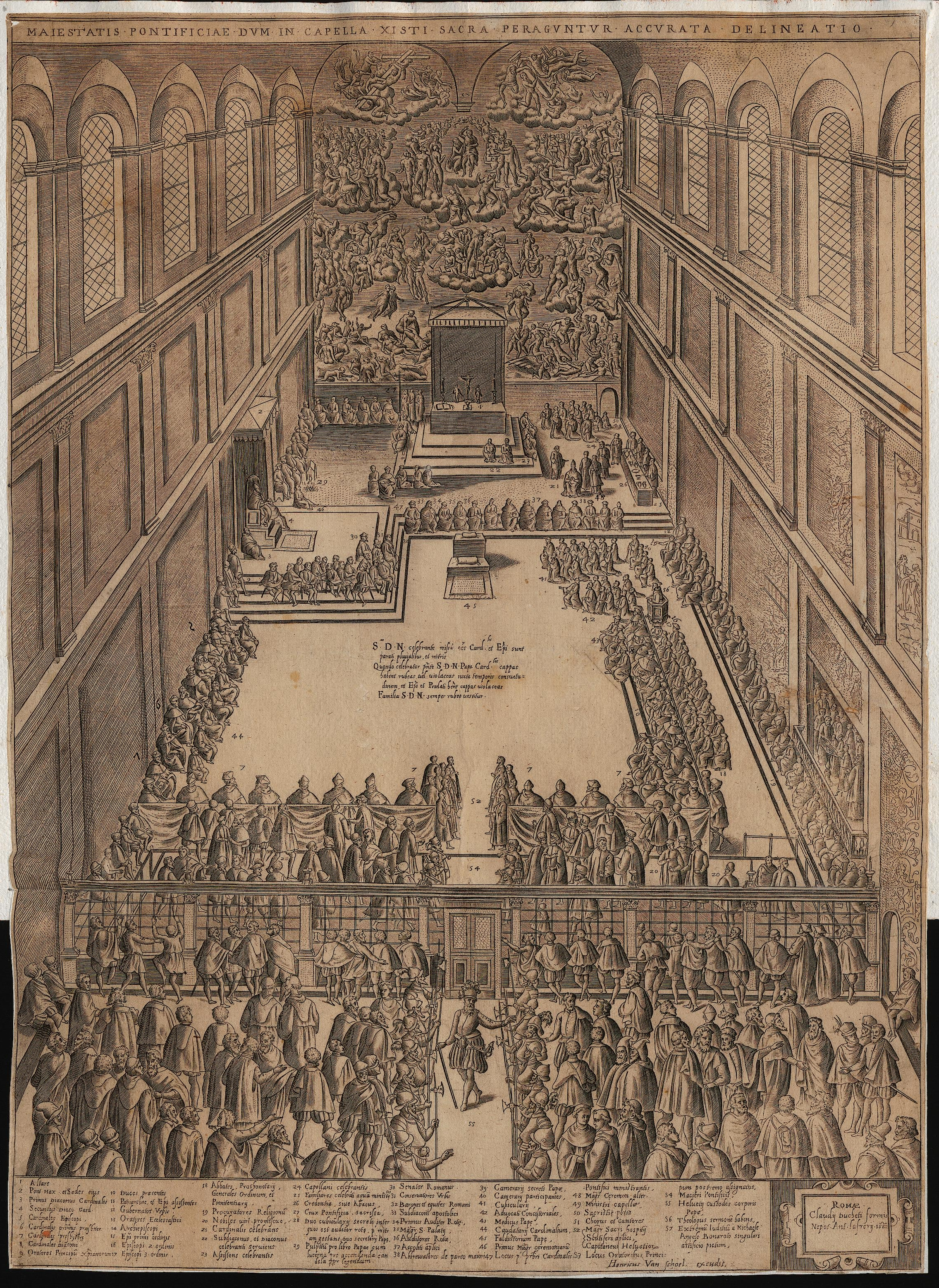
In der päpstlichen Capella Sistina in Rom sangen spätestens ab Ende des 16. Jahrhunderts Kastraten. An der rechten Wand sieht man die Sängerempore (Kupferstich von 1582)

Etwa seit dem 4. Jahrhundert wurde Frauen eine Mitwirkung beim mehrstimmigen Kirchengesang untersagt, ohne dass solchen Anweisungen weitreichend Folge geleistet worden wäre. Fest etabliert hatte sich Kastratengesang spätestens im 11. und 12. Jahrhundert in den religiösen Zeremonien in Byzanz. Bis zum 16. Jahrhundert wurden in Europa und Italien für die hohen Stimmlagen (Sopran und Alt) des Kirchengesangs Falsettisten oder Knabenstimmen verwendet. Der Ursprung des Phänomens in Italien liegt im Dunkeln. Es ist jedoch bekannt, dass es spätestens in der Mitte des 16. Jahrhunderts in Spanien schon Kastratensänger gab, vermutlich ein Erbe der islamischen Kultur des spanischen Mittelalters. Rosselli berichtet außerdem, dass in den 1550er Jahren mindestens zwei oder drei spanische Kastraten in der Kapelle des Herzogs von Ferrara sangen (unter Ercole II. und Alfonso II. d’Este) und dass nicht viel später auch der Herzog von Modena, Guglielmo Gonzaga, auf der Suche nach Kastratensängern für seine Kapelle war.
In der päpstlichen Kapelle in Rom hatten spanische Sänger seit dem 6. Jahrhundert das Privileg, den Cantus, d. h. die Oberstimme zu singen. Sie wurden aber in den vatikanischen Akten nicht als „eunuchus“ geführt, daher vermutet man, dass es sich um Falsettisten handelte. Als erster Kastrat, der 1562 Mitglied der päpstlichen Kapelle wurde, gilt der Spanier Francisco de Soto. Die beiden ersten originär italienischen Kastraten, die auch offiziell als „eunuchus“ geführt wurden, waren Pietro Paolo Folignati und Girolamo Rosini, die 1599 unter Papst Clemens VIII. eingestellt wurden. Dies verursachte bei den Spaniern einen Skandal: Sie sahen ihr jahrhundertealtes Privileg in Gefahr; weniger weil es Kastraten waren, als wegen ihrer italienischen Herkunft. Es stellt sich allerdings auch die Frage, woher so plötzlich diese beiden italienischen Kastraten kamen, wenn es bis dahin gar keine italienische Tradition des Kastratengesangs gegeben haben soll.
In der Folge wurden bis 1625 nach und nach alle Falsettisten der Capella Sistina gegen Kastraten ersetzt, da diese den Falsettisten an stimmlicher Schönheit und Fülle weit überlegen waren und besonders auch in der Sopranlage singen konnten. Auch gegenüber den Knabenstimmen war ein erwachsener Kastratensänger rein musikalisch und an Durchhaltevermögen im Vorteil, und er fiel nicht plötzlich aus wie ein Knabe, der in den Stimmbruch kam.
In Deutschland sind die ersten Kastraten spätestens ab 1572 in der Münchner Hofkapelle unter Orlando di Lasso nachweisbar, spätestens ab 1610 in der Kapelle des Württemberger Hofes, spätestens ab 1637 in Wien und ab der Mitte des 17. Jahrhunderts in Dresden.
Der Bedarf an Kastraten wurde noch dadurch vergrößert, dass mehrfach ab dem Ende des 16. Jahrhunderts durch Päpste das Auftreten von Frauen auf römischen Bühnen und in den Vatikanischen Staaten (damals ein Gebiet, zu dem ganz Latium, Umbrien, die Marche und Emilia gehörten) aus Gründen der „Sittlichkeit“ verboten wurde. Dies galt besonders ab den späten 1670er Jahren (laut Rosselli). Als Ersatz wurden dann die Frauenrollen mit Knaben oder Kastraten „in travesti“ besetzt.

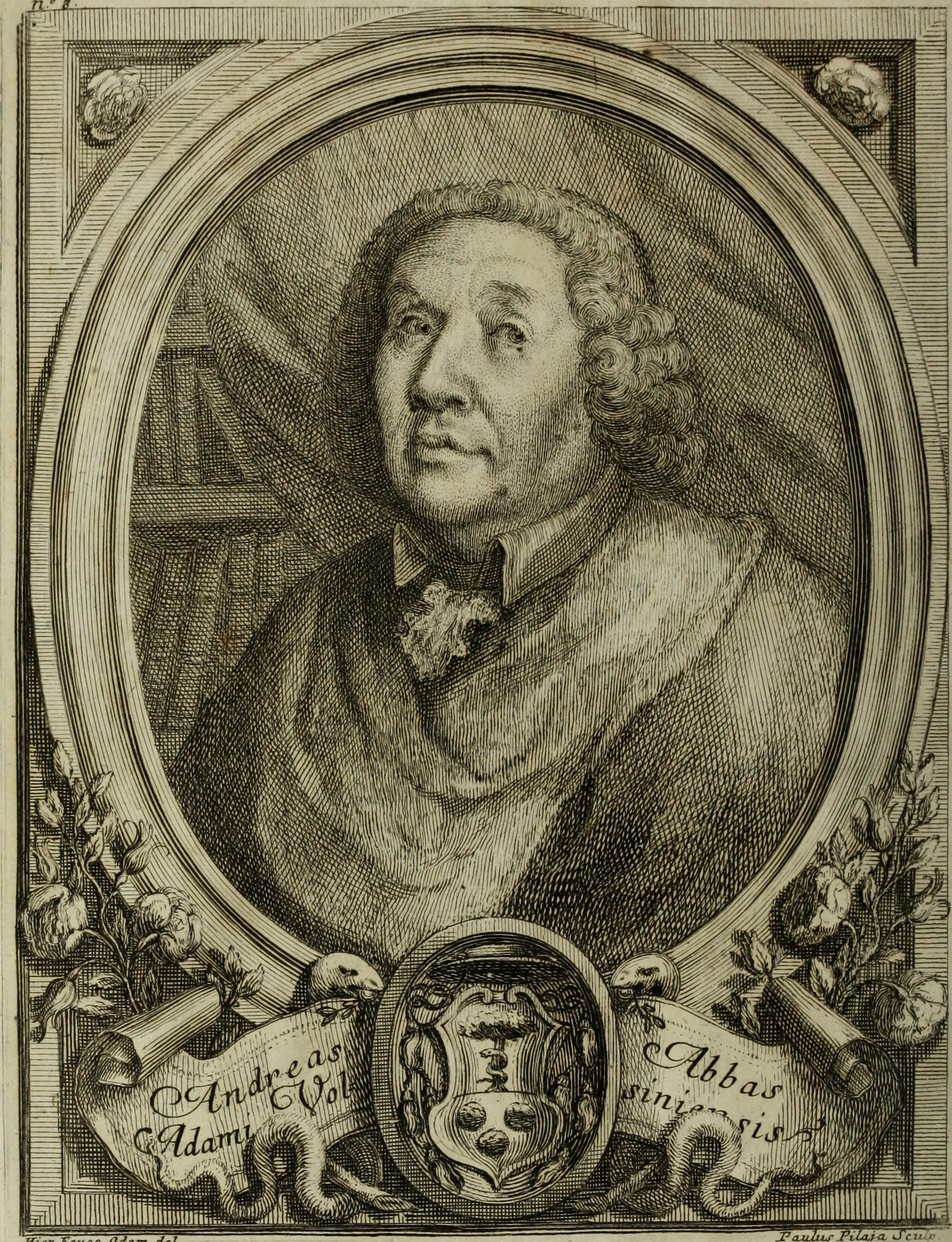
Der Kastrat Andrea Adami da Bolsena (1663–1743) war Leiter der päpstlichen Kapelle ab 1700 und Autor einer Geschichte dieser Institution.

Obwohl die Kastration im 18. Jahrhundert auf dem Höhepunkt der Kastratenmode durch päpstliche Erlasse verboten und offiziell mit Exkommunikation bestraft wurde, wagten die Päpste es nicht, die Kastraten aus den Chören der Kirche zu entlassen. Nicht zuletzt auch, weil sie dadurch Tausende von „verschnittenen“ Sängern einfach hätten im Stich lassen müssen. Um die Vorliebe für Kastratensänger und die weitverbreitete Praxis der Kastrationen an der Wurzel zu bekämpfen, erlaubte Clemens XIV. (1769–1775) schließlich, dass Frauen die Sopranpartien in den Kirchen singen und auch wieder auf den Bühnen der Vatikanischen Staaten auftreten durften. Trotzdem waren noch um 1780 allein in den Kirchen Roms mehr als 200 Kastratensänger beschäftigt, und es fanden weiterhin in Italien heimliche Kastrationen statt. Ihre Zahl sank jedoch um die Wende zum 19. Jahrhundert. Dies führte zusammen mit dem langsamen Verfall der Ausbildung an den Konservatorien und den auch in Italien langsam wirkenden Ideen der Aufklärung und der französischen Revolution zu dem langsamen Erlöschen der Zeit der großen Kastraten. Sie verschwanden zunächst um 1830 von der Opernbühne; doch gab es Mitte des 19. Jahrhunderts immer noch Kastraten in Kirchenchören und in der päpstlichen Kapelle.
Nach Auflösung des Kirchenstaates 1870 kam es zu einer endgültigen Abschaffung der zur Gewinnung von Kastratenstimmen durchgeführten Operationen. Erst Papst Pius X. schrieb am 22. November 1903 in seinem Motu proprio Tra le sollecitudini („Über die Kirchenmusik“) vor, zur Besetzung von Sopran- und Altstimmen allein Knaben einzusetzen, und verbot damit praktisch die Beschäftigung von Kastraten in Kirchenchören. Dieses Verbot entzog der Kastrationspraxis zur Förderung einer Sängerkarriere die letzte Basis.
Alessandro Moreschi, der letzte Kastrat der päpstlichen Kapelle, starb 1922. Von ihm sind Tondokumente erhalten. Diese sind in ihrer Beurteilung allerdings nicht ganz unproblematisch: einerseits wegen der nur sehr unvollkommenen Aufnahmetechnik der Zeit, die vor allem hohe Stimmen nur schlecht wiedergeben konnte (und je höher, desto schlechter); andererseits, weil Moreschi bereits stilistisch vom Verismo geprägt war und daher oft einen „schluchzenden“ Gesang hören ließ.

### Kastraten in der weltlichen Musik seit dem Barock

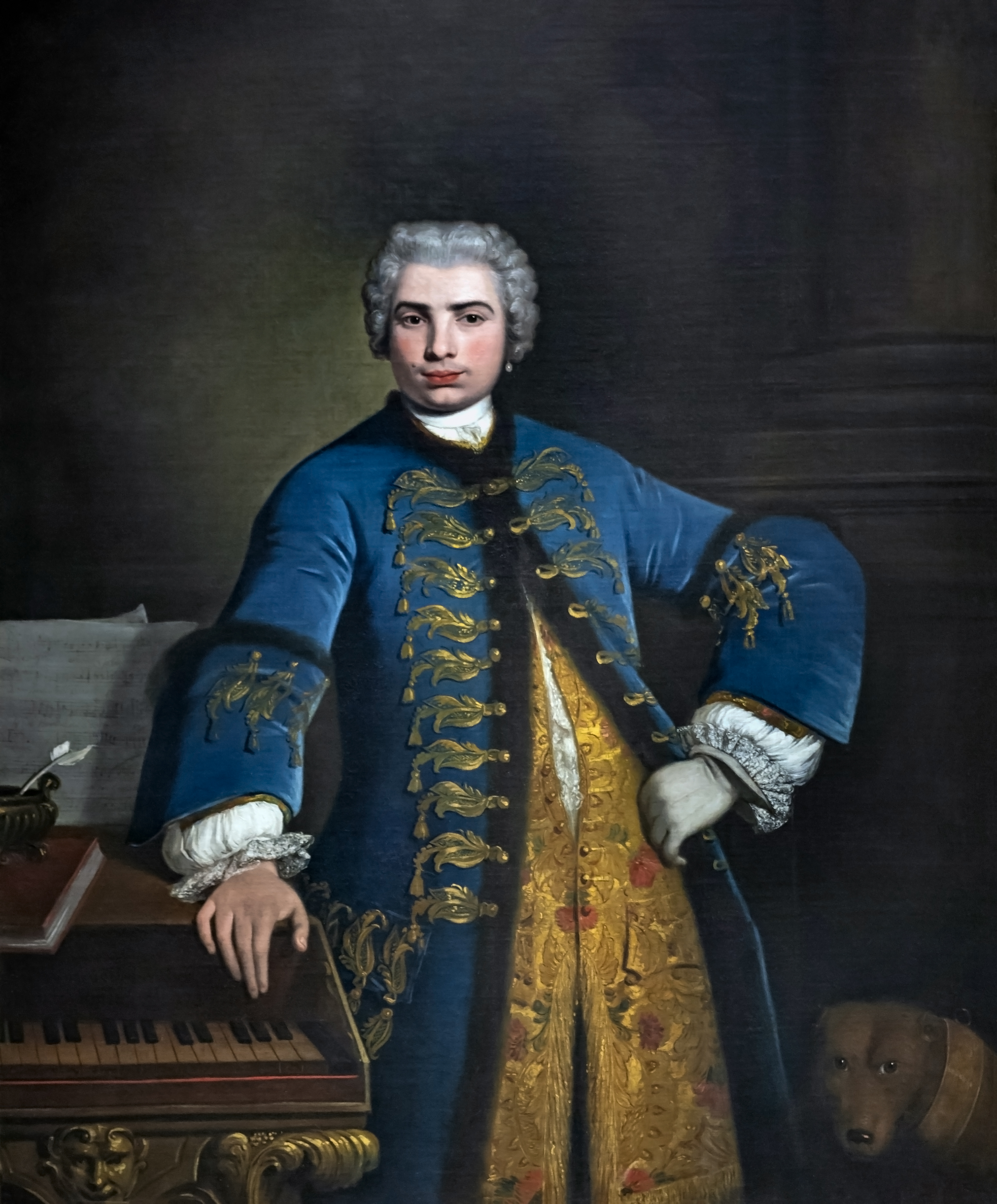
Farinelli hatte ein fast ausschließlich weltliche Karriere in der Oper und an Königshöfen (Gemälde von Bartolomeo Nazari, ca. 1734)

Die Kastraten sind aus dem europäischen Musikleben des Barock und der Klassik nicht wegzudenken und genossen oft hohes Ansehen. Zwar sangen die meisten Kastraten in der Kirche, doch im Laufe des 17. Jahrhunderts kamen dazu immer mehr Auftritte in der Oper, wo sie zu den ersten Superstars der Musik gehörten.
In der barocken Oper hatte man eine besondere Vorliebe für die Schönheit und biegsame Weichheit der hohen Stimmlagen Sopran und Alt, also für Frauen- und Kastratenstimmen. Dazu kam eine Vorliebe für das Wunderbare, Außergewöhnliche und Überirdische, dem die Kastraten mit ihren Stimmen entgegenkamen, aber auch durch ihr ungewöhnliches und zumindest in ihrer Jugend nicht selten engelhaftes Aussehen. Da die Oper die wichtigste musikalische Gattung des italienischen Barock war und ganz Italien besonders vom 17. bis zum 19. Jahrhundert geradezu in einem Opernrausch lebte, dem auch einige andere Gattungen ihr Leben verdankten (Kantate, Serenata, Oratorium, Motette u. a.), bestand ein riesiger Bedarf an männlichen Sopranisten und Altisten.
Diese sangen keineswegs untergeordnete Rollen, sondern normalerweise die männlichen Hauptrollen, italienisch: Primo uomo (erster Herr bzw. Mann) und den etwas weniger wichtigen Secondo uomo (zweiter Herr bzw. Mann). Ob jemand bis zum Primo uomo aufsteigen konnte, hing von verschiedenen Qualitäten ab, vor allem von Kraft und Volumen der Stimme, die natürlich nicht bei allen Sängern gleich waren. Weiterhin von anderen musikalischen Qualitäten wie Agilität, Ausdrucksvermögen und Umfang, aber nicht von der absoluten Höhe der Stimme. Man musste daher nicht unbedingt ein Sopran sein, obwohl dies durchaus gern gesehen war.

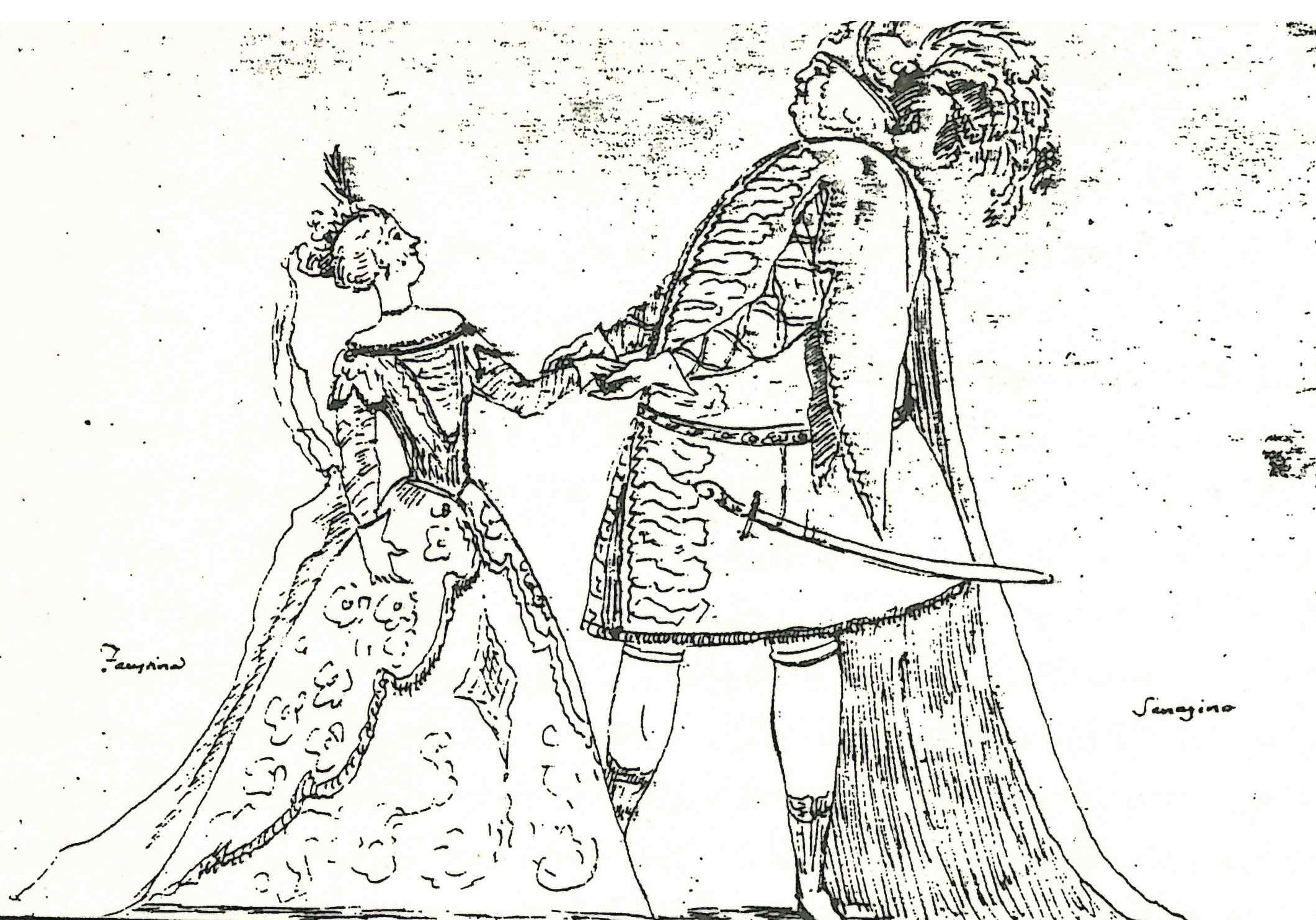
Faustina Bordoni und der Altkastrat Senesino in Aktion (Karikatur von Anton Maria Zanetti, ca. 1729)

In der barocken Oper war es üblich, dass kriegerische Helden oder Könige, die teilweise historische Figuren waren, wie Julius Cäsar in Händels Giulio Cesare (1724) oder Kaiser Nero in Monteverdis L’incoronazione di Poppea (1643) u. v. a., oder mythologische Figuren und Götter, wie z. B. Apollo, im hohen Sopran- oder Altregister sangen. In vielen italienischen oder italienisch beeinflussten Opern des 18. Jahrhunderts, wie beispielsweise von Johann Adolph Hasse, Scarlatti, Leonardo Vinci, Leonardo Leo u. a., gab es fast ausschließlich Rollen für Sopran- und Altstimmen. Dabei kam es ebenfalls häufig vor, dass in einem Liebesduett die höhere Stimme von einem Mann und die tiefere Stimme von einer Frau gesungen wurde.
Ein berühmtes Beispiel dafür war 1725 der Auftritt des jungen Sopranisten Farinelli an der Seite der Altistin Vittoria Tesi in einer Serenata von Hasse, wo Farinelli allerdings die weibliche Rolle der Cleopatra sang und die Tesi deren Geliebten Marc' Antonio. Dies ist zugleich ein Beispiel für die damalige Sitte, dass jugendliche Kastraten in einer Frauenrolle in travesti debütierten und zu Beginn ihrer Karriere vorübergehend auch manchmal noch eine Zeitlang weiterhin Frauenpartien sangen, bevor sie zu den ihnen eigentlich zugedachten Heldenrollen übergingen. Sehr selten spezialisierte sich ein Kastrat über seine gesamte Karriere auf Frauenrollen, wie der in Rom wirkende und als Farfallino bekannte Giacinto Fontana.

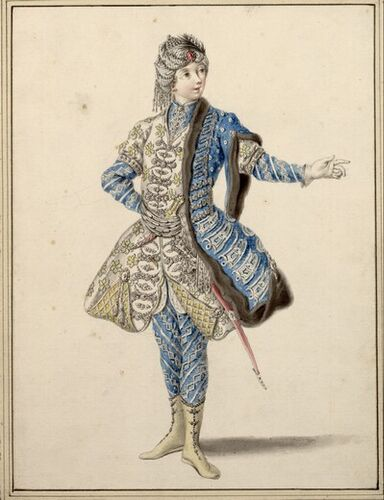
Angelo Maria Monticelli im „türkischen“ Kostüm in Hasses Solimano (Kostümentwurf, Dresden 1753)

Zu den berühmtesten Kastraten des 18. Jahrhunderts zählen Nicolino, Senesino, Farinelli, Carestini, Caffarelli und Antonio Bernacchi. Wem eine Opernkarriere beschieden war, der konnte besonders finanziell von Glück sagen, denn die Gagen waren ein Vielfaches dessen, was man in kirchlichen Diensten verdienen konnte, obwohl die Konkurrenz der Theater auch die Preise für die Sopranisten der Kirche in die Höhe trieben. Das ist beispielsweise für San Marco in Venedig bezeugt, wo die Kastraten-Soprane wesentlich mehr verdienten als die tiefen Stimmlagen Tenor und Bass. Trotzdem (oder gerade deswegen) sangen viele Kastraten sowohl in der Oper als auch in der Kirche, wie beispielsweise Loreto Vittori (1600–1670), der sowohl in der päpstlichen Kapelle als auch auf der Opernbühne glänzte, oder Giovanni Battista Minelli (1689–1762), der neben einer großen Opernkarriere in ganz Italien vor allem als Kirchensänger in S. Petronio in Bologna diente und 1735 in den geistlichen Stand trat. Ein anderes Beispiel ist Venanzio Rauzzini (1746–1810), der in Mailand Ende 1772 und Anfang 1773 den Cecilio in Mozarts Lucio Silla sang (Mailand 1772/1773) und für den der junge Komponist nebenher die berühmte Motette Exsultate, jubilate für einen Kirchenauftritt komponierte.

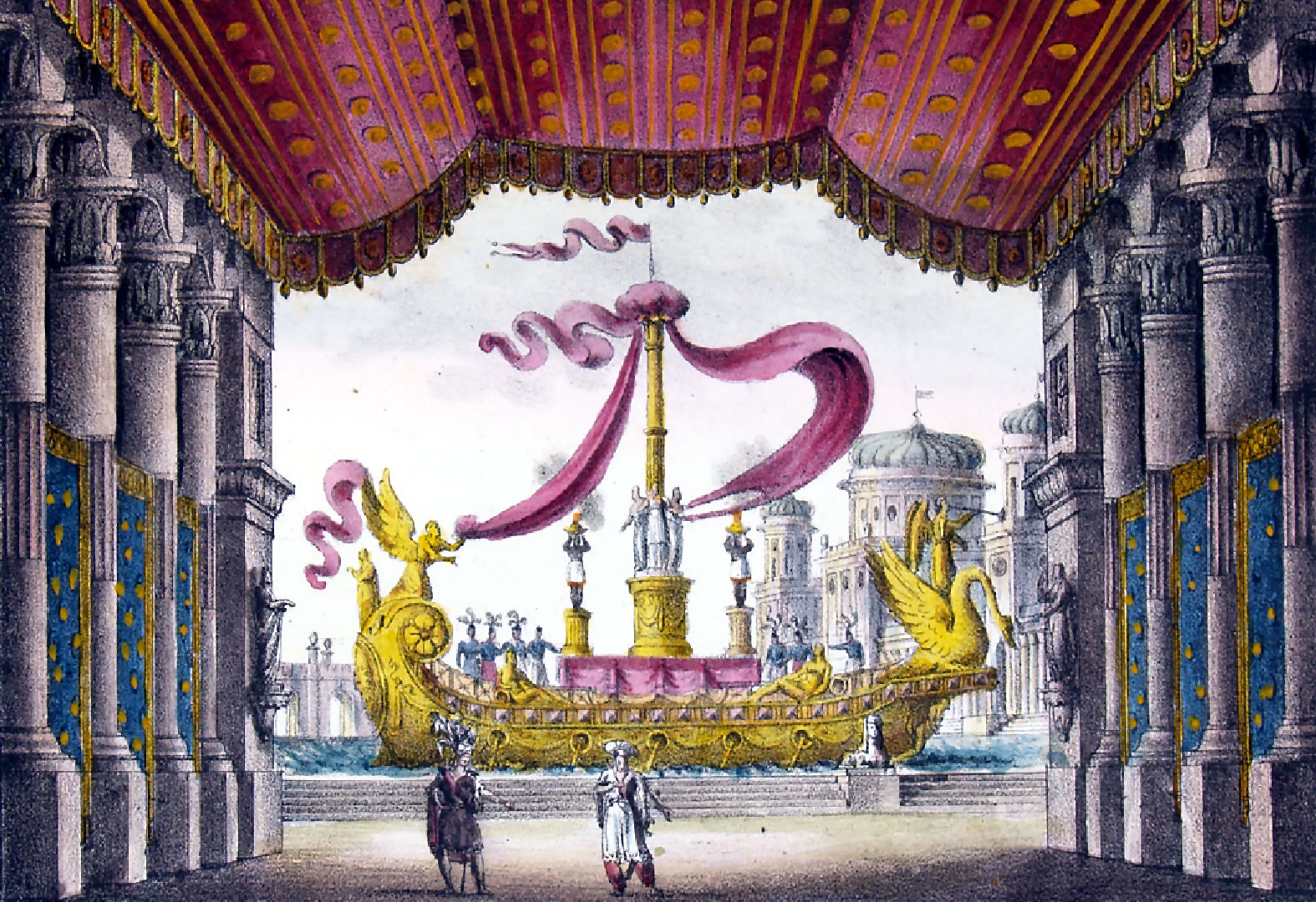
Giovanni Battista Velluti, der letzte Kastrat der Opernbühne, in Meyerbeers Il crociato in Egitto (1824)

Der letzte Auftritt eines großen Kastraten auf der Opernbühne fand 1833 statt, als Giovanni Battista Velluti (1780–1861) in Meyerbeers Il crociato in Egitto zum allerletzten Mal im Teatro della Pergola in Florenz auf der Bühne stand. Die sängerische Perfektion und Bravour, aber auch Ausdruckskraft der großen Kastraten hatte bis dahin die gesamte Epoche des Belcanto geprägt. Als Gesangslehrer gaben noch die letzten großen Kastraten Girolamo Crescentini, Luigi Marchesi, Gaspare Pacchierotti und Velluti ihre Kunst weiter. Zu ihren Schülern gehörten bedeutende Sängerinnen des frühen 19. Jahrhunderts wie Angelica Catalani, Isabella Colbran, Rosmunda Pisaroni, Luigia Boccabadati und Adelaide Tosi.
Mit dem Verschwinden der Kastraten von der Opernbühne kam es jedoch nach und nach zu einem Verfall der Gesangskunst. So äußerte sich Gioachino Rossini, der selbst durch Intervention seiner Mutter als Kind vor einer Kastration bewahrt worden sein soll, 1860 in einem Gespräch mit Richard Wagner:

„Man kann sich keine Vorstellung machen von dem Reiz der Stimme und der vollendeten Virtuosität, die – mangels eines gewissen Etwas – diese braven Leute (= die Kastraten, Anm. d. Verf.) als wohltätigen Ausgleich besaßen, sie waren auch unvergleichliche Gesangslehrer… So verschwanden die Kastraten, und die Sitte des Verschneidens hörte auf. Darin aber lag die Ursache des unaufhaltsamen Verfalls der Gesangskunst…“

Rossini selber schrieb sein Alterswerk Petite Messe solennelle im Jahre 1863 für „zwölf Sänger der drei Geschlechter“, eine merkwürdig-ironische Äußerung eines Mannes im Alter seiner „Alterssünden“ (Péchés de vieillesse).

## Ersatz im 20. und 21. Jahrhundert
Seit der endgültigen Einstellung der Kastrationspraxis stellt die Besetzung von Männerrollen in Sopran- oder Altlage ein besonderes Problem für die Aufführung Alter Musik dar. Im 20. Jahrhundert war es lange üblich, solche Rollen in typische Männerlagen zu transponieren, um den von Werken des 19. Jahrhunderts geprägten Hörerwartungen zu entsprechen (→ Heldentenor). Mit der Entwicklung der Historischen Aufführungspraxis hat sich die Ansicht durchgesetzt, dass eine Änderung der Stimmlage die Struktur der Musik beeinträchtigt. Insbesondere etwa bei Liebesduetten in Barockopern, bei denen die beiden Stimmen oft in der gleichen Lage miteinander verwoben sind. Deshalb behilft man sich mit Frauenstimmen oder Countertenören, deren Falsett aber deutlich anders klingt als eine Kastratenstimme und in der Barockzeit selber auf der Opernbühne nicht akzeptiert wurde. Im italienischen Barock bezeichnete man alle Stimmen, die in ihrer normalen, natürlichen Lage sangen, als voce naturale. Das waren die Alt- und Sopranlagen bei Frauen-, Kinder- und Kastratenstimmen (und natürlich auch die Tenor-, Bariton- und Basslagen der Männer). Aus gesangstechnischen und stimmphysiologischen Gründen wurde die Stimme der Falsettisten dagegen als voce artificiale, als „künstliche Stimme“, bezeichnet. Die meisten Falsett- (oder Countertenor)-Stimmen haben einen relativ hauchigen und nicht sehr voluminösen Klang, der nicht sehr weit trägt und sich zwar gut für Chor- und Consortmusik eignet (und in historischen Zeiten auch so eingesetzt wurde), aber nicht gut für die Opernbühne. In der Höhe wirken sie nicht selten forciert. Im Unterschied zu den „natürlichen“ Stimmen wirken Falsettstimmen außerdem normalerweise deutlich höher (bis zu einer Quarte oder Quinte), als sie wirklich singen. Das gilt auch für die relativ seltenen Sänger mit einer gut ausgebildeten, voluminöseren und schön timbrierten Falsettstimme (z. B. Philippe Jaroussky oder Andreas Scholl).

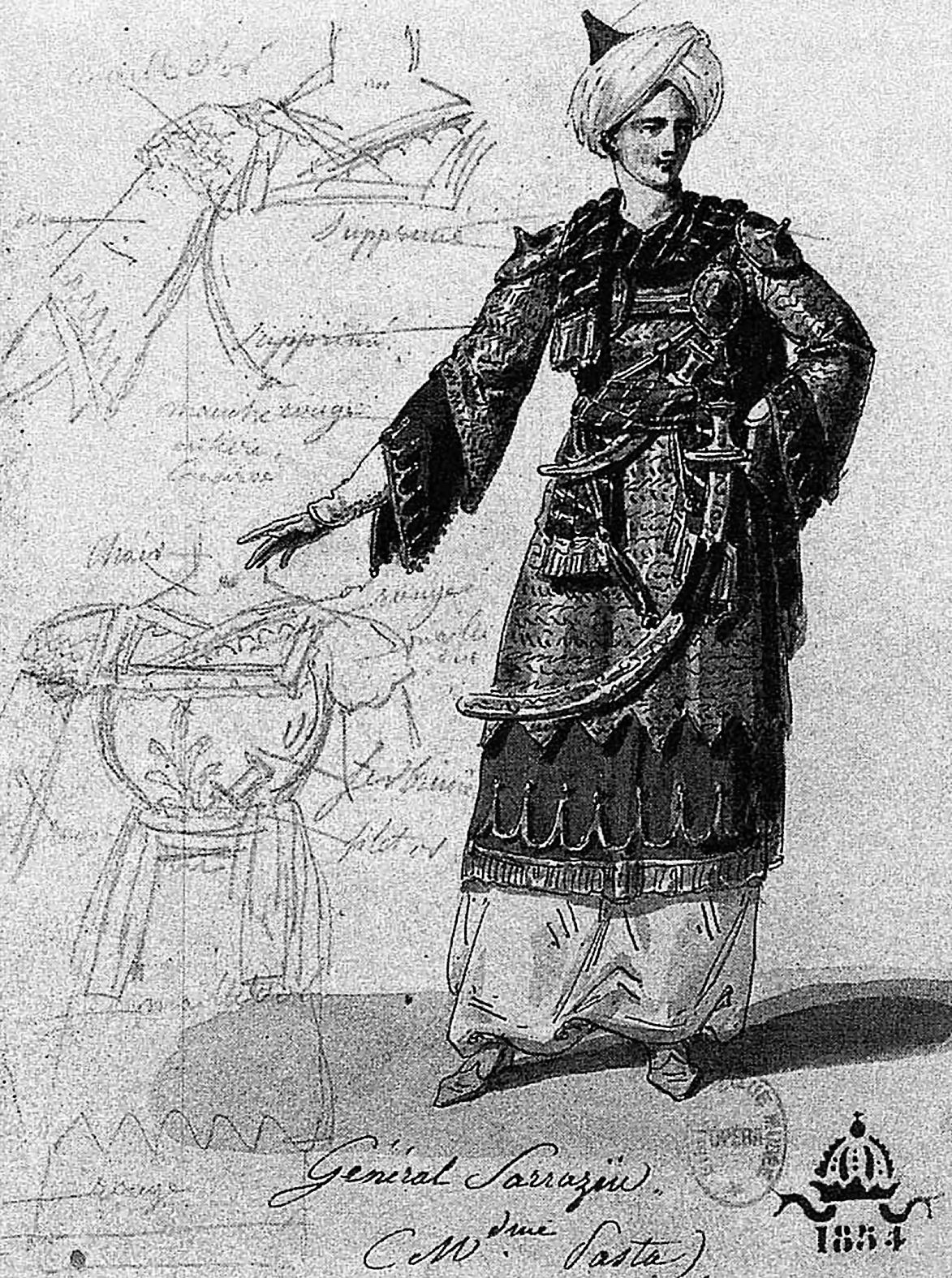
Kostüm für Giuditta Pasta als Armando in Meyerbeers Il crociato in Egitto, 1825. Die Rolle wurde ursprünglich für Velluti komponiert.

Frauenstimmen waren bereits in der Barockzeit ein bekannter Ersatz, besonders wenn in einer Oper ein secondo uomo (zweiter Herr bzw. zweiter Mann) nicht mit einem Kastraten besetzt werden konnte. Zu den Sängerinnen, die bekannt sind als Darstellerinnen von Männerrollen und sogar primo uomo-Partien, gehörten die Sopranistin Maria Maddalena Musi (besonders in Opern von Bononcini und Alessandro Scarlatti) oder die Altistin Vittoria Tesi (u. a. in Opern von Predieri, Sarro oder Leo). Auch Händel setzte in seinen Opern und Oratorien häufig Frauen in Männerrollen ein, darunter die Mezzosopranistin Margherita Durastanti (Titelrolle in Radamisto, Sesto in Giulio Cesare), Diana Vico (in Amadigi, Rinaldo), Francesca Bertolli (in Poro, Sosarme, Esther), Maria Caterina Negri (u. a. in Ariodante, Arminio, Berenice), oder Caterina Galli (u. a. Titelpartien in Solomon, Alexander Balus). Diese Praxis wurde noch aktueller zu Beginn des 19. Jahrhunderts, zur Zeit Rossinis, als noch letzte Rollen für Kastraten geschrieben wurden, obwohl es nur noch wenige (ab ca. 1812 nur noch Velluti) gab. Daraus entwickelte sich nicht zuletzt die noch in Meyerbeers Huguenots (1836), Verdis Maskenball (1859) oder Richard Strauss’ Rosenkavalier (1911) bekannte Praxis der sogenannten „Hosenrollen“.
In dem Film über den Kastraten Farinelli (1994) von Gérard Corbiau wurden moderne Möglichkeiten digitaler Klangmanipulation angewandt, um aus den Stimmen einer Koloratursopranistin Ewa Małas-Godlewska und eines Countertenors Derek Lee Ragin eine synthetische „Kastratenstimme“ zu mischen. Grundlage dafür waren Tondokumente des letzten Kastraten Moreschi und zeitgenössische Beschreibungen. Trotzdem ist das Ergebnis natürlich keine wirkliche Kastratenstimme.

## Berühmte und bedeutende Kastratensänger
Wenn nicht anders angegeben, basiert die folgende chronologische Aufstellung auf Informationen aus dem einschlägigen Buch von Patrick Barbier und auf einer Auflistung von Kastraten (mit weiterführender Literatur) auf der Website der Universität Bologna.

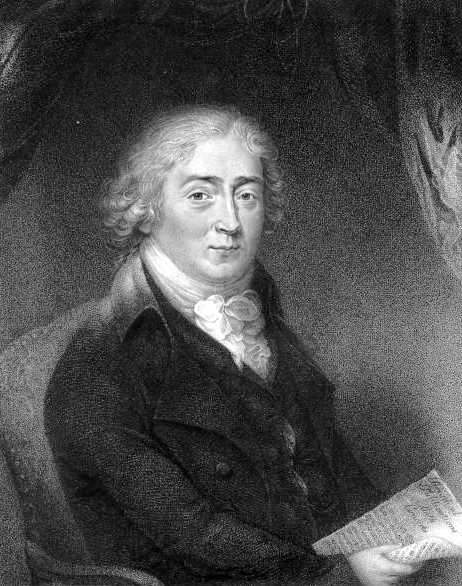
Venanzio Rauzzini

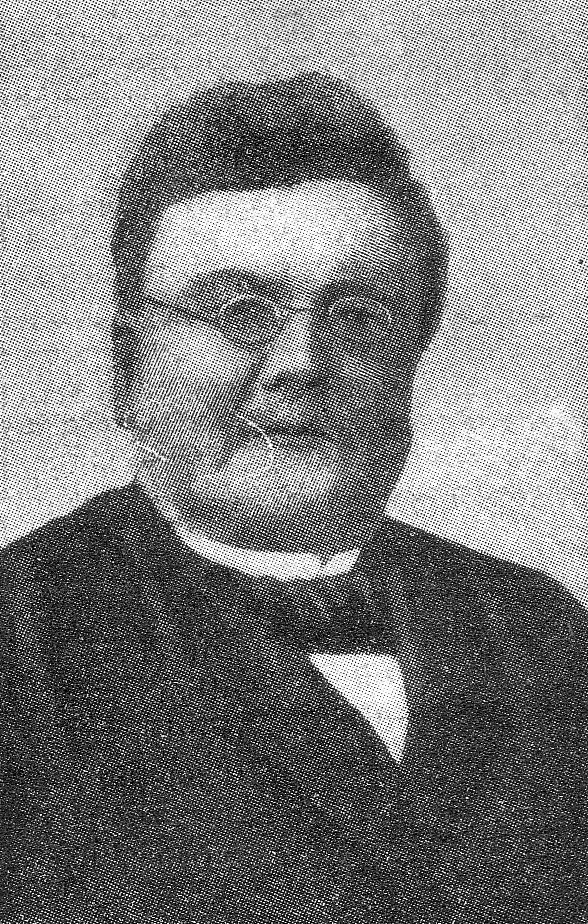
Domenico Mustafà

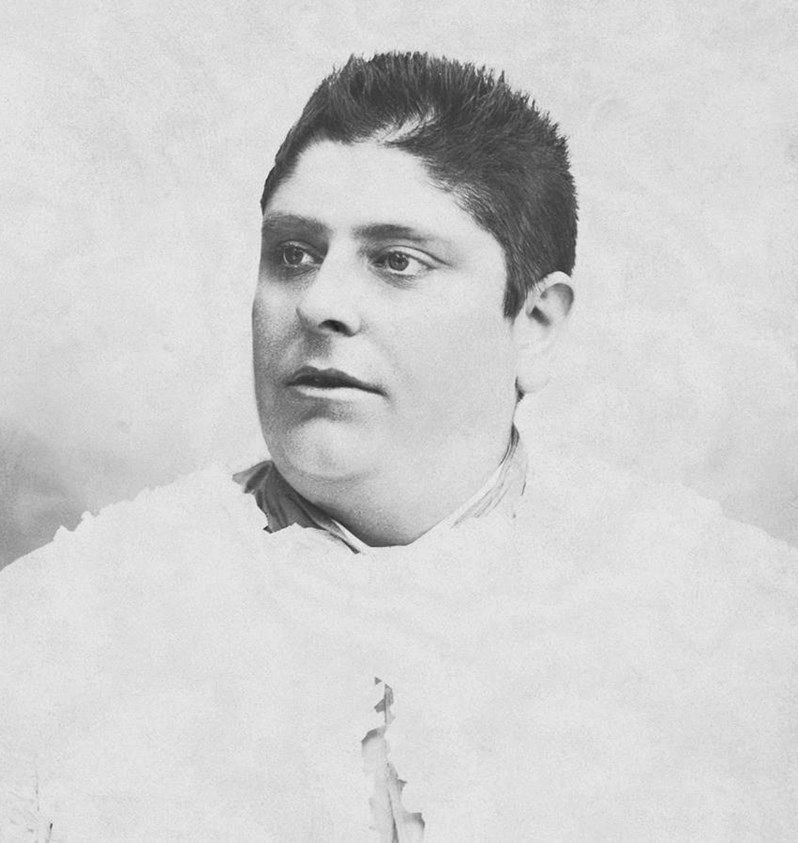
Alessandro Moreschi

- Francisco Soto de Langa (1534–1619), gilt als erster (spanischer) Kastrat der Päpstlichen Kapelle (seit 1562).[60]
- Giacomo Spagnoletto (16. Jh.), spanischer Kastrat in der Päpstlichen Kapelle
- Girolamo Bacchini (auch: Fra Teodoro del Carmine) (tätig zwischen ca. 1585 und 1607), Sänger und Komponist in Mantua; sang möglicherweise in Monteverdis Orfeo
- Pietro Paolo Folignati, erster italienischer Kastrat der Päpstlichen Kapelle (seit 1599)
- Girolamo Rosini, zweiter italienischer Kastrat der Päpstlichen Kapelle (seit 1599 bzw. 1601)
- Giovanni Gualberto Magli (* vor 1607–1625); sang u. a. in Monteverdis Orfeo
- Loreto Vittori (1604–1670), berühmter Sopranist der päpstlichen Kapelle, Opernsänger, Komponist, Musiklehrer
- Baldassarre Ferri (1610–1680), berühmter Sopranist mit Karriere u. a. in Warschau und Wien.
- Marc’Antonio Pasqualini, gen. „Malagigi“ (1614–1691), Sopranist der päpstlichen Kapelle, Opernsänger in Rom und Paris
- Giovanni Andrea Bontempi (eigentlich Angelini; * um 1624–1705), Sänger, Musikschriftsteller und Komponist, tätig in Venedig und Dresden
- Atto Melani (1626–1714), u. a. in Paris; war auch Diplomat
- Carlo Mannelli, genannt Carlo del Violino (1640–1697), vor allem als Violinist und Komponist bekannt, tätig in Rom
- Vincenzo Olivicciani, genannt Vincenzino (1647–1726), Sopran, wirkte vor allem in Florenz und am Wiener Kaiserhof
- Domenico Cecchi, gen. „il Cortona“ (ca. 1650–1717/18), Sopran, hochbezahlter Sänger mit großer Karriere in Italien, München und Wien.[93]
- Giovanni Francesco Grossi, gen. „Siface“ (1653–1697), Alt, Karriere u. a. in Rom, Modena und London; wurde wegen einer Liebesgeschichte mit einer Adligen ermordet.
- Pier Francesco Tosi (1654–1732), berühmt vor allem für seine Gesangsschule: Opinioni de’ cantori antichi, e moderni o sieno osservazioni sopra il canto figurato (Bologna 1723)
- Clemens Hader von Hadersberg, genannt „Clementino“ (um 1655–1714), Sopranist; aktiv in Wien, München, Venedig, Brüssel
- Francesco Antonio Pistocchi, gen. „Pistocchino“ (1659–1726), Altist und Gesangslehrer
- Andrea Adami da Bolsena (1663–1742), maestro di coro der päpstlichen Kapelle ab 1700
- Valeriano Pellegrini, gen. „Valeriano“ (ca. 1663 (?)–1746), Sopran, Karriere in Italien, Deutschland und in England bei Händel
- Matteo Sassano, gen. „Matteuccio“ (1667–1737), berühmt als „Nachtigall von Neapel“, Sopran, u. a. tätig in Neapel, Wien und Madrid[91]
- Giovan Battista Tamburini (ca. 1669 – ca. 1719), Karriere als secondo uomo, historisch bedeutende Korrespondenz[94]
- Valentino Urbani (nachgewiesen 1690–1722), Alt, aktiv in Italien und England, Zusammenarbeit mit Händel
- Pasqualino Tiepoli (um 1670–1742), Mezzosopran, berühmter Sänger der päpstlichen Kapelle, Zusammenarbeit mit Händel 1707–1708[95]
- Nicolò Grimaldi, gen. „Nicolino“ (1673–1732), berühmter Sopran, sang u. a. Hauptrollen in Opern von Alessandro Scarlatti, Händel und später in Werken von Hasse.
- Domenico Tollini, gen. „Domenichino“ († 1720?), Sopran, Karriere in Wien und Italien[96]
- Filippo Balatri (1682–1756), Sopran, wirkte u. a. in Russland und München und hinterließ bedeutende biographische Aufzeichnungen; wurde später Mönch[97]
- Pasquale Betti († 1752), Alt, Sänger der päpstlichen Kapelle, Zusammenarbeit mit Händel 1707–1708[95]
- Francesco Finaia (1683–1753), berühmter Sopran der päpstlichen Kapelle, Zusammenarbeit mit Händel 1707–1708[95]
- Antonio Bernacchi (1685–1756), Altist und Gesangslehrer, sang u. a. einige Hauptrollen in Opern von Händel
- Francesco Bernardi, gen. „Senesino“ (1686–1758), berühmter Altist, sang zahlreiche Hauptrollen in Händels Opern
- Benedetto Baldassari (nachgewiesen 1706–1739), Sopran, aktiv in Düsseldorf, Italien und in London bei Händel
- Gaetano Berenstadt (1687–1734), Alt, sang u. a. einige Nebenrollen in Händelopern
- Matteo Berselli (nachgewiesen von 1708 bis 1721), hoher Sopran, Karriere in Italien, Dresden und London
- Giovanni Battista Minelli (1689–1762), neben einer großen Opernkarriere in ganz Italien diente er vor allem als Kirchensänger in S. Petronio in Bologna, später Geistlicher[81]
- Andrea Pacini, genannt „Il Lucchesino“ (ca. 1690–1764), Alt, bedeutende Karriere u. a. in Venedig, Neapel und in London bei Händel; trat später ins Kloster ein
- Antonio Baldi (nachgewiesen 1710–1735), Alt, secondo uomo; sang u. a. bei Händel in London 1725 bis 1728
- Giacinto Fontana, gen. „Farfallino“ (Perugia, 1692 – Perugia, 1739), Sopran, berühmt als Frauendarsteller in Rom
- Domenico Annibali (* zwischen 1700 und 1705–1779), Alt, in Dresden, aber auch bei Georg Friedrich Händel
- Giovanni Carestini, gen. „il Cusanino“ (ca. 1704–ca. 1760), Mezzosopran, u. a. Hauptrollen in Händel-Opern der 1730er Jahre.
- Carlo Broschi, gen. „Farinelli“ (1705–1782), der berühmteste aller Kastraten, Karriere in Italien, London, Madrid
- Filippo Finazzi (1705–1776), Sopran, Kapellmeister, Gesangslehrer und Komponist, u. a. in Deutschland und Österreich. War auch Soldat und heiratete in Hamburg (!).
- Angelo Maria Monticelli (ca. 1710 oder 1712–1758), Karriere u. a. in Wien, London und Dresden[98]
- Gaetano Majorano, gen. „Caffarelli“ (1710–1783), einer der berühmtesten Kastraten, sang auch in späten Händel-Opern, u. a. das sogenannte Largo „Ombra mai fù“ in Serse
- Giuseppe Appiani (1712–1742), Alt, u. a. in Hasses Demetrio
- Giovanni Bindi († 1750), Karriere v. o. als secondo uomo in Dresden und Berlin[99]
- Felice Salimbeni (1712–1755)
- Giuseppe Belli († 1760), Sopran, tätig u. a. in Dresden
- Giovanni Battista Mancini (1714–1800), Sopran, Gesangslehrer und Schriftsteller, tätig u. a. in Wien.
- Gioacchino Conti, gen. „Gizziello“ (1714–1761)
- Antonio Uberti, gen. „Porporino“ (1719–1783)
- Giovanni Manzuoli (ca. 1720–1782), u. a. Titelpartie in Mozarts Ascanio in Alba (Mailand 1771)[100]
- Gaetano Guadagni (1728–1792), Alt bzw. Mezzosopran, erster Orfeo in Glucks Orfeo ed Euridice (Wien 1762), große Karriere in ganz Europa
- Niccolò Peretti (um 1730–nach 1781) Altist und Impresario, u. a. in Italien, Hamburg und London.
- Giuseppe Aprile (1732–1813)
- Gaspare Pacchierotti [auch: Gasparo Pacchiarotti] (1740–1821)
- Domenico Bedini (um 1745 – nach 1795), u. a. erster Sesto (primo uomo) in Mozarts La clemenza di Tito (1791)[101]
- Pietro Benedetti, gen. „Sartorino“ (18. Jh.), u. a. erster Sifare (primo uomo) in Mozarts Mitridate (1770/1771)[102]
- Venanzio Rauzzini (1746–1810), u. a. Cecilio (primo uomo) in Mozarts Lucio Silla (Mailand 1772/1773)[82]
- Tommaso Consoli (ca. 1753–1810), u. a. Hauptrollen in den Uraufführungen von Mozarts La finta giardiniera und Il re pastore (beides 1775)[103]
- Luigi Marchesi (1754–1829)
- Vincenzo dal Prato (1756–1828), u. a. erster Idamante (primo uomo) in Mozarts Idomeneo (München 1781)[104]
- Girolamo Crescentini (1762–1846)
- Giovanni Battista Velluti (1780–1861), gilt als letzter großer Kastrat der Opernbühne (1830 in Venedig)
- Domenico Mustafà (1829–1912), Sopranist, Leiter der Päpstlichen Kapelle.
- Giovanni Cesari (1843–1904)
- Domenico Salvatori (1855–1909)[105]
- Alessandro Moreschi (1858–1922), letzter Kastrat der Päpstlichen Kapelle

## Kastraten als Thema in der Literatur
Kastraten sind gerade in den letzten Jahrzehnten öfters Thema in der Literatur, eine gewisse Vorsicht ist allerdings geboten, wenn es um fantasievolle Spekulationen über ihr Liebesleben geht. Denn trotz einiger historischer Anekdoten dürften die meisten Kastraten gar kein Liebesleben, vor allem kein Sexualleben, gehabt haben, und traten wohl nicht zuletzt deshalb auch relativ häufig ins Kloster oder in den geistlichen Stand ein.
- Im Roman Melodien von Helmut Krausser wird die Figur des Kastraten und Komponisten Marc Antonio Pasqualini (1614–1691) mit einer realen und fiktiven Vita beschrieben und besonders auf seinen Leidensweg und seine Stellung in der Gesellschaft eingegangen.
- Honoré de Balzac: Sarrasine im Projekt Gutenberg-DE.
- Roman Der Virtuose von Margriet de Moor (deutsch 1994).
- Im Kriminalroman Das Gift der Engel von Oliver Buslau (2006) bildet ein Musikwissenschaftler in einem abgelegenen Anwesen einen operierten Knaben zu einem Kastratensänger aus.
- In den historischen Kriminalromanen Imprimatur, Secretum und Veritas des italienischen Autorenpaares Rita Monaldi und Francesco Sorti ist der (historisch belegte) Kastrat Atto Melani eine der zentralen Figuren.
- In dem Roman Falsetto von Anne Rice wird die Geschichte des Marco Antonio Treschi, genannt Tonio, erzählt, der als 15-Jähriger in Venedig entdeckt und durch eine Intrige zum Kastraten wird. Erfolgreich und berühmt geworden, sinnt er auf Rache.
- Roman Porporino oder Die Geheimnisse von Neapel von Dominique Fernandez (deutsch 1976).
- Roman Der Kastrat von Richard Harvell (deutsch 2011).
- Roman Der Kastrat von Lawrence Louis (deutsch 1974).
- Roman Die Hyazinthenstimme von Daria Wilke (2019).

## Ergebnisse von Exhumierungen
- Maria Giovanna Belcastro, Antonio Todero, Gino Fornaciari, Valentina Mariott: Hyperostosis frontalis interna (HFI) and castration: The case of the famous singer Farinelli (1705–1782). In: Journal of Anatomy, Juli 2011, PMC 3222842 (freier Volltext) (englisch)
- Kristina Killgrove: Castration Affected Skeleton Of Famous Opera Singer Farinelli, Archaeologists Say, 1. Juni 2015, Zusammenfassung der Ergebnisse der Exhumierung Farinellis bei Forbes/Science (englisch) abgerufen am 4. Oktober 2019
- Alberto Zanatta, Fabio Zampieri, Giuliano Scattolin, Maurizio Rippa Bonati: Occupational markers and pathology of the castrato singer Gaspare Pacchierotti (1740–1821), in: Scientific Reports, Artikel Nr. 28463 (2016), online (englisch) abgerufen am 4. Januar 2020